# Requiem of Hell
Requiem of Hell est un jeu vidéo de type action-RPG développé par Digital Red et édité par Nokia, sorti en 2004 sur N-Gage.

## Système de jeu
Le monde est ravagé par des démons. Le joueur prend ainsi le contrôle d'une personne décédée ramenée à la vie par une fée et qui doit vaincre des hordes de démons pour prendre sa revanche dans un format très similaire au hack&slash. En gagnant des niveaux, le personnage incarné devient plus puissant et plus résistant. La fée qui a ressuscité le personnage accompagne le joueur et peut débloquer des sorts plus puissants en gagnant en niveau. Le jeu dispose également d'une mécanique centrée autour de la nourriture pour récupérer des points de vie. 

## Accueil
Le jeu a reçu, dès sa sortie, un accueil mitigé. Pour Jeuxvideo.com, le jeu obtient la note de 13 pour les graphismes, l'ambiance et la durée de vie honnête, mais déplorant d'importantes latences dans la maniabilité et une histoire anecdotique. L'agrégateur de critiques Metacritic lui donnait la note de 68, la presse spécialisée appréciant les graphismes, une bonne jouabilité et des éléments de hack&slash appréciables, mais déplorant les dialogues de mauvaise qualité voire mal traduits, l'histoire en général et un manque de challenge pour les joueurs. 